# Irving Berlin
Za glavno mesto Nemčije glejte Berlin.
Irving Berlin (izvorno Israel Isidore Baline) rusko-ameriški skladatelj, * 11. maj 1888, Tjumen, Sibirija, † 22. september 1989, New York.
Irving je bil rojen v judovski družini, ki je v ZDA emigrirala leta 1893. Njegova starša sta bila Lena Jarchin in Mojzes Baline, ki je bil rabin. Oče je kmalu umrl, zato je Irving poiskal različna dela, da je lahko preživel. Prodajal je časopise in bil pojoči natakar v kitajski restavraciji. Tu se mu je ponudilo prvo avtorsko delo, saj je imela konkurenčna restavracija svojo pesem. Tako je nastala »Marie from Sunny Italy«, pesem za restavracijo, v kateri je deloval. Zanjo je prejel 37 centov, hkrati pa tudi novo kariero in novo ime, saj je na notnem zvezku namesto Israel Baline pomotoma pisalo »I. Berlin«.
Berlin je avtor glasbe mnogih Hollywoodskih filmskih uspešnic, npr. Top Hat (1935) in Holiday Inn (1942), ki vsebuje pesem White Christmas, eno najbolj snemanih pesmi v zgodovini ZDA. Pesem je sprva pel Bing Crosby v muzikalu Holiday Inn iz leta 1942 in je prodal 30 milijonov primerkov, takoj ko je plošča izšla. Več kot 50 let je bil Crosbyjev White Christmas najbolje prodajani singel v vseh glasbenih kategorijah. Pesem je bila ponovno uporabljena v istoimenskem filmskem muzikalu White Christmas, v katerem so nastopali Crosby, Danny Kaye, Rosemary Clooney in Vera Ellen. 
Tudi Broadwayskih odrskih deskah je bil Berlin enako uspešen, najbolj je zaslovel z gledališkim muzikalom Annie Get Your Gun (1946).
Berlin je umrl za srčnim infarktom v 102. letu starosti.

## Posnetki
- Imate z zagonom datotek težave? Poskusite si pomagati s pomočjo za predstavnostno gradivo.